# Mediorhynchus taeniatus
Mediorhynchus taeniatus är en hakmaskart som först beskrevs av Otto Friedrich Bernhard von Linstow 1901.  Mediorhynchus taeniatus ingår i släktet Mediorhynchus och familjen Giganthorhynchidae. Inga underarter finns listade i Catalogue of Life.